# Chansułtan Daczijew
Chansułtan Czapajewicz Daczijew (ros. Хансултан Чапаевич Дачиев, ur. 12 grudnia 1922 we wsi Gierziel-Auł w rejonie gudermeskim, zm. w maju 2001 w Gudermesie) – radziecki wojskowy narodowości czeczeńskiej, młodszy porucznik, Bohater Związku Radzieckiego (1944).

## Życiorys
Urodził się w rodzinie chłopskiej. Skończył 5 klas, był sekretarzem sielsowietu (rady wiejskiej), od 1941 służył w Armii Czerwonej.
Od czerwca 1942 uczestniczył w wojnie z Niemcami, jako zwiadowca 58. gwardyjskiego pułku kawalerii 16 Gwardyjskiej Dywizji Kawalerii 7 Gwardyjskiego Korpusu Kawalerii w składzie 61 Armii i Frontu Centralnego. Wyróżnił się podczas walk w rejonie brahińskim w obwodzie homelskim w nocy na 24 września 1943, gdy przeprawił się przez Dniepr i zdobył informacje zwiadowcze o obronie przeciwnika na głębokości dwóch kilometrów, dostarczając te dane sztabowi swojego pułku mimo ognia wroga. Jego informacje pozwoliły pułkowi sforsować Dniepr dwa dni potem, za co 15 stycznia 1944 został uhonorowany Złotą Gwiazdą Bohatera Związku Radzieckiego.
W 1944 ukończył szkołę kawalerii w Nowoczerkasku i został dowódcą plutonu, w 1946 został zwolniony do rezerwy w stopniu młodszego lejtnanta. Później w związku ze stalinowskimi represjami i wysiedleniami Czeczenów do Azji mieszkał w Dżalalabadzie, gdzie wykonywał różne zawody. 24 maja 1955 uchwałą Prezydium Rady Najwyższej ZSRR odebrano mu tytuł Bohatera Związku Radzieckiego; przywrócono mu go dopiero po 30 latach, 21 sierpnia 1985.

## Odznaczenia
- Złota Gwiazda Bohatera Związku Radzieckiego
- Order Lenina
- Order Wojny Ojczyźnianej I klasy
- Order Czerwonej Gwiazdy

I medale.